# C13H14N4O
化学式C13H14N4O（摩尔质量：242.28 g/mol）可能指：
- 1,5-二苯基卡巴肼，CAS号：140-22-7
- 甲氧红 盐酸盐CAS编号：68936-13-0

|  | 这个同类索引页列出了具有相同分子式的化学物（即同分異構體）条目。 除非您是有意链接至本页，否则应将相应条目的内部链接指向正确的条目。 |